# Kersthit
Een kersthit is een lied dat in de kerstperiode populair is. De populariteit kan gemeten worden op basis van (een combinatie van): de positie op hitlijsten, het aantal downloads, en/of het aantal maal dat het nummer op de radio wordt gedraaid.

## Nederland
Uit onderzoek van de Stichting Nederlandse Top 40 over de periode 2009-2012 bleek dat Last Christmas van Wham! de grootste kersthit is in Nederland. Op nummer twee staat Driving Home For Christmas van Chris Rea en op de derde plek staat Band Aid met Do They Know It's Christmas?.

## Verenigde Staten
Volgens onderzoek van de American Society of Composers, Authors and Publishers in 2006 is de top 3 van populairste nummers (meest gedraaid) in de kerstperiode in de Verenigde Staten als volgt:
1. The Christmas Song (Chestnuts Roasting on an Open Fire) - Mel Tormé, Robert Wells (1944)
2. Have Yourself a Merry Little Christmas - Ralph Blane, Hugh Martin (1944)
3. Winter Wonderland - Felix Bernard, Richard B. Smith (1934)

In deze lijst staat "Do They Know It's Christmas?  als enig nummer uitgebracht na 1970 in de top 25 op de 23e plaats.